# كوري رايموند
كوري رايموند (بالإنجليزية: Corey Raymond)‏ هو لاعب كرة قدم أمريكية أمريكي، ولد في 28 يوليو 1969 في نيو أيبيريا في الولايات المتحدة.